# Pierre-Olivier Malherbe
Pour les articles homonymes, voir Malherbe.
Pierre Malherbe est né à Vitré en Bretagne en 1569 (il est baptisé le 26 mai 1569 à l'église Notre-Dame de Vitré) et mort vers 1616 en Espagne, ou en 1637 à Argentré-du-Plessis,. Il est considéré comme le premier voyageur à avoir effectué le tour du monde par voie terrestre.

## Le négociant
Issu d’une famille de négociants en toiles, destinées notamment à la fabrication de voiles, il embarque à Saint-Malo en 1581 à destination de l’Espagne pour apprendre le métier familial chez un de ses oncles. En cette seconde moitié du XVIe siècle, Sanlúcar de Barrameda (Andalousie, embouchure du Guadalquivir), est un important comptoir breton, non loin de Séville. Il hispanise son nom en Pedro Lopez Malahierva, apprend l’espagnol et travaille pendant une dizaine d’années dans la boutique de « toiles bretonnes et bas-à-l’aiguille ». Durant ce séjour espagnol, il serait devenu ingénieur après des études à l’université de Valladolid. Désirant s’embarquer pour le Mexique, il se procure un ordre de mission au nom de Pedro Lopez Malahierva (le commerce avec la Nouvelle-Espagne étant interdit aux étrangers), auprès de l’université de Salamanque.

## Le voyageur

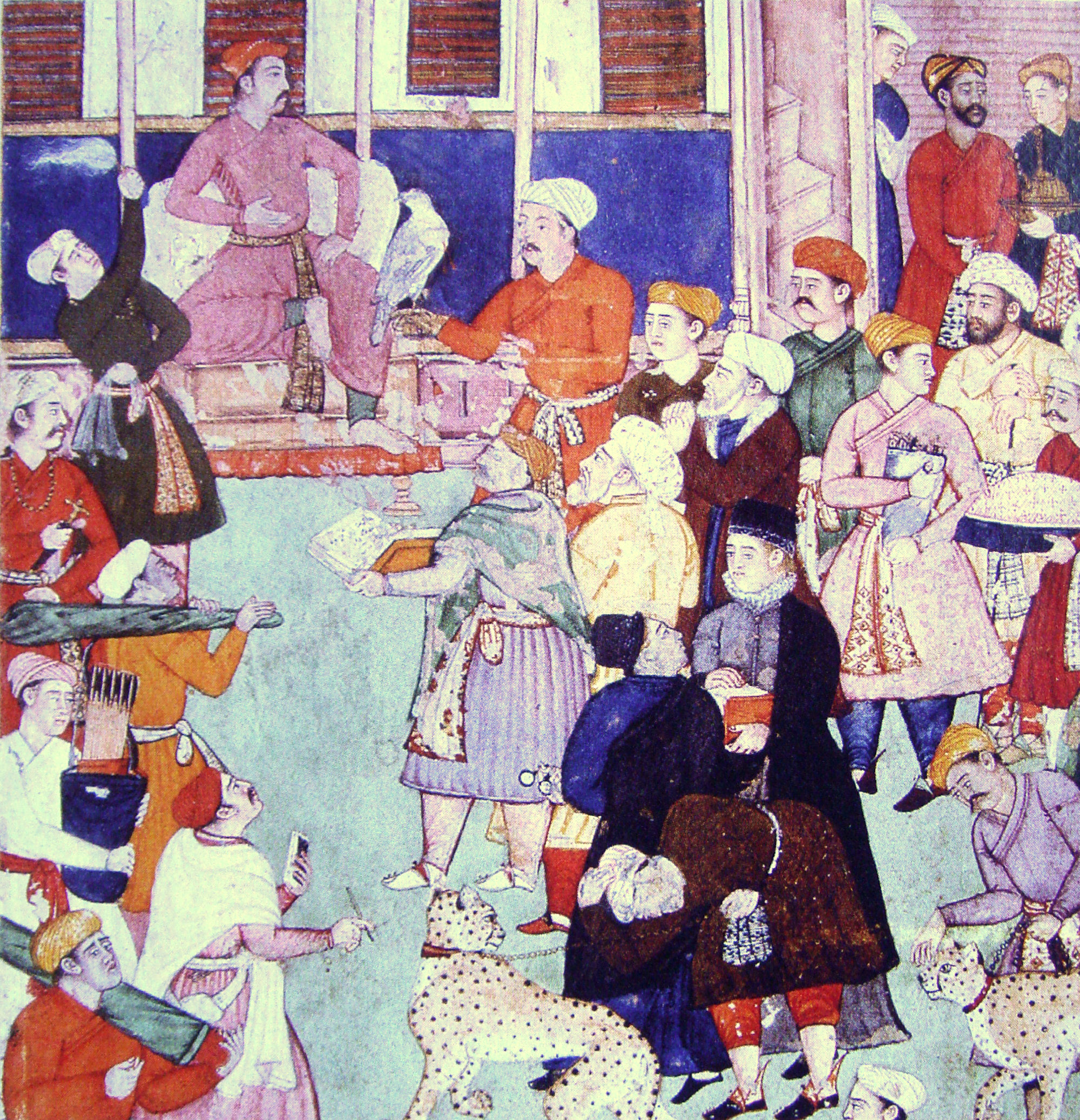
Akbar avec des visiteurs européens.

Le 7 novembre 1592, il achète une cargaison de toile castillane, pour laquelle il signe un reçu d'un montant de 120 réaux d'argent qu'il s'engage à payer à Étienne Frain, lui même établi à Sanlùcar sous le nom d'Esteban Frain, pour le compte de ses parents, marchands vitréens (Pierre Frain de la Poultière et Julienne Lambaré, voir Famille Frain). Esteban lui "vend" cette marchandise au nom de la Confrérie des Marchands d'Outre-Mer, qui l'envoie en Nouvelle-Espagne rechercher de nouveaux débouchés commerciaux. Il pourra alors négocier ces toiles à l'arrivée, pour financer son voyage. Puis il embarque pour les Amériques et sitôt arrivé, se rend à Mexico où il rencontre le vice-roi Mendoza. Poursuivant le rêve des conquistadores, il découvre une mine d’argent et prend un associé pour l’exploiter. Mais l’entreprise rencontre des problèmes et Malherbe doit s’enfuir vers Panama, puis le Pérou et la Bolivie, notamment la cité minière de Potosí, célèbre pour sa montagne de minerai d’argent, le Cerro Rico. Il reprend alors la mer et descend jusqu’à la Terre de Feu, passant par le détroit de Magellan.
Le voyage se poursuit jusqu’aux Philippines, et il arrive en Chine (en 1595 il croise l'empereur chinois Wan Li). À Canton, il reprend son nom de Pierre-Olivier Malherbe, s'associe avec un marchand flamand, Jacques de Coutre (1577-1640), spécialisé dans le commerce des pierres précieuses, et parvient à s’introduire dans le milieu des notables chinois, séduits par les récits de ses aventures, et son expérience des techniques. Sa réputation parvient jusqu’à l’empereur qui lui accorde sa protection, ce qui lui permet de voyager dans toute l’Indochine puis la Malaisie.
En Inde où il parvient via Goa, il rencontre à Agra le Grand Moghol Akbar dont il devient l’ami. Akbar, qui règne depuis 1556, est à la fois un conquérant qui a su agrandir et administrer son empire et un croyant à la recherche d’un syncrétisme. Malherbe reste trois ans en Inde et voyage selon son habitude. Il aurait exploré les sources du Gange, serait allé au Tibet (il y aurait rencontré le Dalaï-lama), en Ouzbékistan et aurait visité Kaboul et Samarkand. À la mort de l’empereur en 1605, il reprend la route en direction de la Perse où il est accueilli par le Shah Abbas qui lui permet de visiter son territoire. Il lui propose d’épouser la fille du roi d’Ormuz, mais Malherbe décide de rentrer en France. Accompagné d'une caravane de 500 chameaux, en parcourant l’Arabie, la Mésopotamie et la Syrie, il parvient à Alexandrette où il embarque sur un bateau marseillais, en 1609.

## Les dernières années
De retour dans son pays, après un périple de dix-sept ans, il rencontre à plusieurs reprises le roi de France Henri IV, à qui il narre ses aventures, et surtout son géographe Pierre Bergeron (1585-1638), qui consigne par écrit le récit de ses pérégrinations. Malherbe vient également conseiller au roi Henri IV de fonder la fortune de la France sur l'exploitation des pays d'outre-mer. Après la mort du roi (1610), il retourne en Espagne pour une nouvelle affaire commerciale. Il y serait mort vers 1616, bien que des rumeurs prétendent qu’il serait reparti au Mexique.
Pierre-Olivier Malherbe n’a pas laissé d’écrits, son histoire est connue par la retranscription du récit de son voyage au géographe de la cour Pierre Bergeron, et des traces dans les archives espagnoles.

## Hommages
Un collège de Châteaubourg, à une dizaine de kilomètres à l'ouest de Vitré, porte le nom de Pierre-Olivier Malherbe.
En 2010 paraît un roman qui s'inspire de son histoire : Roger Faligot, Les sept portes du monde, Plon, 2010
Depuis 2018, un géant processionnel créé par Dorian Demarcq, à l'effigie de Pierre-Olivier Malherbe lui rend hommage à Vitré, sa ville natale.